# Rue du Caire
Koordinaten: 48° 52′ N, 2° 21′ O
Die Rue du Caire ist eine Straße im 2. Arrondissement von Paris. Sie liegt im Stadtviertel Quartier de Bonne-Nouvelle.

## Lage

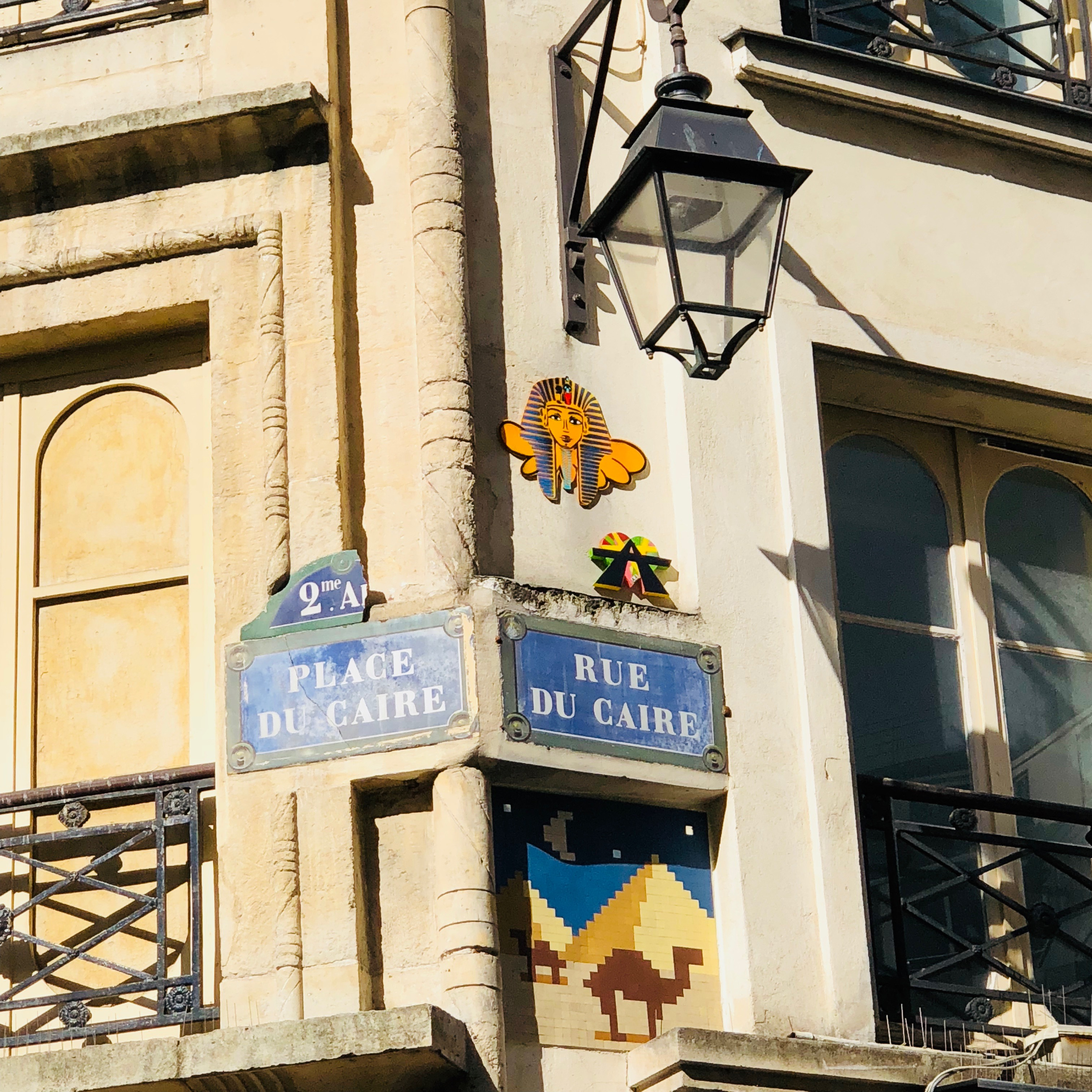
Die Ecke Rue du Caire/Place du Caire

Die Rue du Caire beginnt am Boulevard de Sébastopol 111 und endet auf der Place du Caire 2.
Die Straße ist mit der Metro-Linie   über die Stationen Sentier oder Réaumur – Sébastopol und mit der Metro-Linie   ebenfalls über die Station Réaumur – Sébastopol zu erreichen.

## Namensursprung und Geschichte
Die 330 Meter lange und zwischen 9,74 m und 12 Meter breite Rue du Caire wurde 1799 angelegt. Sie entstand auf dem Gelände des ehemaligen Konvents der Filles-Dieu (Couvent des Filles-Dieu), der 1226 von dem Theologen und späteren Bischof von Paris, Wilhelm von Auvergne, gegründet wurde.
Die Straße stellte eine Verbindung zwischen der Place du Caire und der Rue Saint-Denis her. Der ursprüngliche Name der Straße, Rue des Rentiers, wurde insbesondere zur Feier des siegreichen Einmarschs der französischen Revolutionstruppen in Kairo am 23. Juli 1798, aber auch aufgrund der damals herrschenden allgemeinen Begeisterung für die ägyptische Kultur schon bald in Rue du Caire umbenannt. 1858 wurde die Straße im Zuge der Haussmann’schen Umgestaltungsmaßnahmen bis zum Boulevard de Sébastopol verlängert. Dieser Verlängerung fielen Cour und Passage de la Liberté zum Opfer.

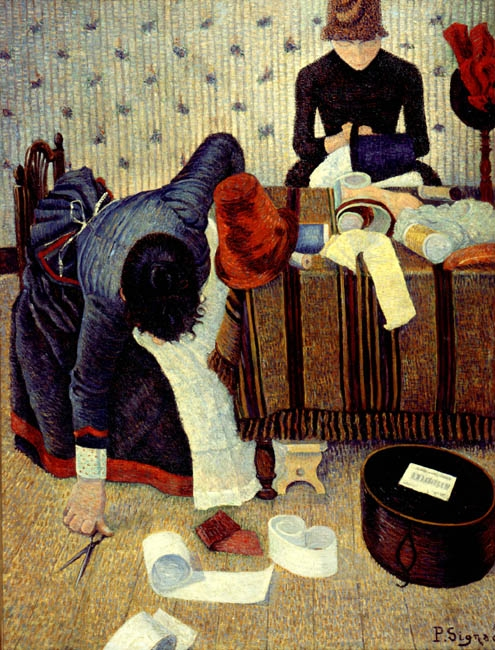
Gemälde von Paul Signac (ca. 1885/1886): Zwei Hutmacherinnen in der Rue du Caire

Lange Zeit war die Rue du Caire im 18. Jahrhundert die Straße der Pariser Strohhutmacher.